# Acquacotta

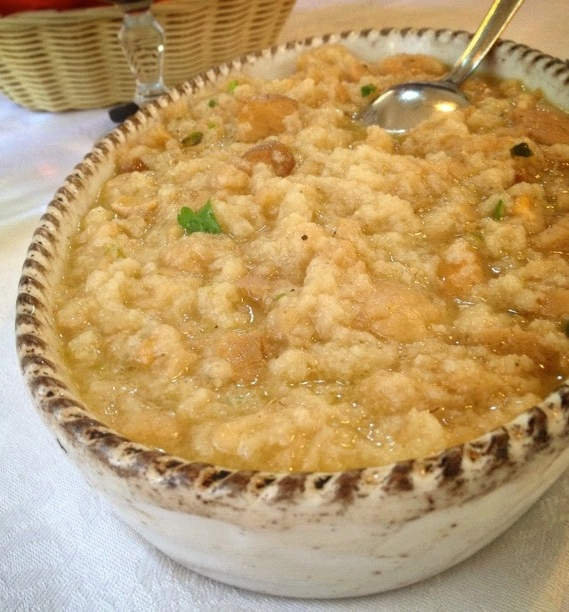
Acquacotta

Acquacotta ist eine Suppe, die im Wesentlichen mit altbackenem Weißbrot und Gemüse zubereitet wird, ein Gericht der traditionellen toskanischen Küche.

## Name, Geschichte
Acquacotta bedeutet wörtlich „gekochtes Wasser“. Die aus Weißbrot, Gemüse und weiteren Zutaten zubereitete Suppe ist eine Spezialität der Region Maremma und war ursprünglich eine einfache Hirtenspeise. Das von alters her der cucina povera („Arme-Leute-Küche“) zugerechnete Gericht wird heute in ganz Mittelitalien, von der Toskana bis zur Adriaküste, gekocht und in vielen Trattorien, aber auch in edlen Restaurants angeboten.

## Zubereitung
Die Suppe wird in zahlreichen Varianten zubereitet und es gibt von Region zu Region, ja sogar von Familie zu Familie unterschiedliche Zubereitungsvarianten. Zutaten bei Acquacotta sind vor allem altbackenes Weißbrot, Olivenöl, Zwiebel, Knoblauch und Kräuter. Darüber hinaus empfehlen Acquacotta-Rezepte Zutaten wie Tomaten, Parmesan und Eier, aber auch Wein, Schafkäse oder Pecorino, Peperoncini oder Pilze. Es ist ein Grundprinzip beim Kochen der Acquacotta, die praktisch in jeder Küche der Maremma anders zubereitet wird, dass man verwendet, was gerade zur Hand ist, weshalb die Zutaten sehr variantenreich ausfallen können.